# Acerentomon oblongum
Acerentomon oblongum är en urinsektsart som beskrevs av Womersley 1927. Acerentomon oblongum ingår i släktet Acerentomon och familjen lönntrevfotingar. Inga underarter finns listade i Catalogue of Life.